# Lavalade
Lavalade est une commune rurale française, située dans le département de la Dordogne, en région Nouvelle-Aquitaine.

## Géographie

### Généralités
Dans le quart sud-est du département de la Dordogne, en Bergeracois, la commune de Lavalade est brièvement bordée par le Brayssou, un affluent du Dropt.
Traversé par la route départementale (RD) 660, le petit bourg de Lavalade est situé, en distances orthodromiques, trois kilomètres au nord-ouest de la bastide de Monpazier et onze kilomètres au sud-est de celle de Beaumont-du-Périgord, et la ville la plus proche est Villeneuve-sur-Lot, distante de 34 km.
Entre Lolme et Marsalès, le sentier de grande randonnée GR 36 traverse le nord de la commune sur deux kilomètres et demi.

### Communes limitrophes
Lavalade est limitrophe de quatre autres communes dont Rampieux à l'ouest sur environ 125 mètres. Au sud-est, le territoire de Gaugeac est distant d'une cinquantaine de mètres et au nord, celui de Saint-Romain-de-Monpazier est éloigné de moins de 500 mètres.
| Lolme    |               |          |
| Rampieux | Lavalade      | Marsalès |
|          | Saint-Cassien |          |

### Géologie et relief

#### Géologie
Situé sur la plaque nord du Bassin aquitain et bordé à son extrémité nord-est par une frange du Massif central, le département de la Dordogne présente une grande diversité géologique. Les terrains sont disposés en profondeur en strates régulières, témoins d'une sédimentation sur cette ancienne plate-forme marine. Le département peut ainsi être découpé sur le plan géologique en quatre gradins différenciés selon leur âge géologique. Lavalade est située dans le quatrième gradin à partir du nord-est, un plateau formé de dépôts siliceux-gréseux et de calcaires lacustres de l'ère tertiaire.
Les couches affleurantes sur le territoire communal sont constituées de formations superficielles du Quaternaire et de roches sédimentaires datant pour certaines du Cénozoïque, et pour d'autres du Mésozoïque. La formation la plus ancienne, notée c5e, date du Campanien 5, des calcaires bioclastiques jaunâtres à rudistes, orbitoides media, Larrazetia, calcaires gréseux jaunes à grands silex versicolores, lumachelles à huîtres. La formation la plus récente, notée CFvs, fait partie des formations superficielles de type colluvions carbonatées de vallons secs : sable limoneux à débris calcaires et argile sableuse à débris. Le descriptif de ces couches est détaillé dans  la feuille « no 831 - Belvès » de la carte géologique au 1/50 000 de la France métropolitaine, et sa notice associée.

Carte géologique de Lavalade.

#### Relief et paysages
Le département de la Dordogne se présente comme un vaste plateau incliné du nord-est (491 m, à la forêt de Vieillecour dans le Nontronnais, à Saint-Pierre-de-Frugie) au sud-ouest (2 m à Lamothe-Montravel). L'altitude du territoire communal varie quant à elle entre 147 m et 220 m,.
Dans le cadre de la Convention européenne du paysage entrée en vigueur en France le 1er juillet 2006, renforcée par la loi du 8 août 2016 pour la reconquête de la biodiversité, de la nature et des paysages, un atlas des paysages de la Dordogne a été élaboré sous maîtrise d’ouvrage de l’État et publié en octobre 2020. Les paysages du département s'organisent en huit unités paysagères et 14 sous-unités. La commune est dans le Bergeracois, une région naturelle présentant un relief contrasté, avec les deux grandes vallées de la Dordogne et du Dropt séparées par un plateau plus ou moins vallonné, dont la pente générale s’incline doucement d’est en ouest. Ce territoire offre des paysages ouverts qui tranchent avec les paysages périgourdins. Il est composé de vignes, vergers et cultures,.
La superficie cadastrale de la commune publiée par l'Insee, qui sert de référence dans toutes les statistiques, est de 3,95 km2,,. La superficie géographique, issue de la BD Topo, composante du Référentiel à grande échelle produit par l'IGN, est quant à elle de 4,02 km2.

### Hydrographie

#### Réseau hydrographique
La commune est située pour partie dans le bassin de la Dordogne et pour partie dans le bassin de la Garonne au sein du Bassin Adour-Garonne. Elle est drainée par le Brayssou et le ruisseau du Fraisse et par divers petits cours d'eau, qui constituent un réseau hydrographique de 6 km de longueur totale,.
Le Brayssou, d'une longueur totale de 13,74 km, prend sa source en Dordogne dans la commune de Rampieux et se jette en rive droite du Dropt en Lot-et-Garonne, à Rives. Il marque très brièvement la limite communale au sud-ouest sur 120 mètres, face à Rampieux.
Un de ses affluents sans nom marque la limite territoriale au sud-ouest sur un kilomètre et demi, face à Saint-Cassien.
Le ruisseau du Fraisse, affluent de rive gauche de la Véronne et sous-affluent de la Couze, prend sa source dans le nord du territoire communal qu'il arrose sur 900 mètres.

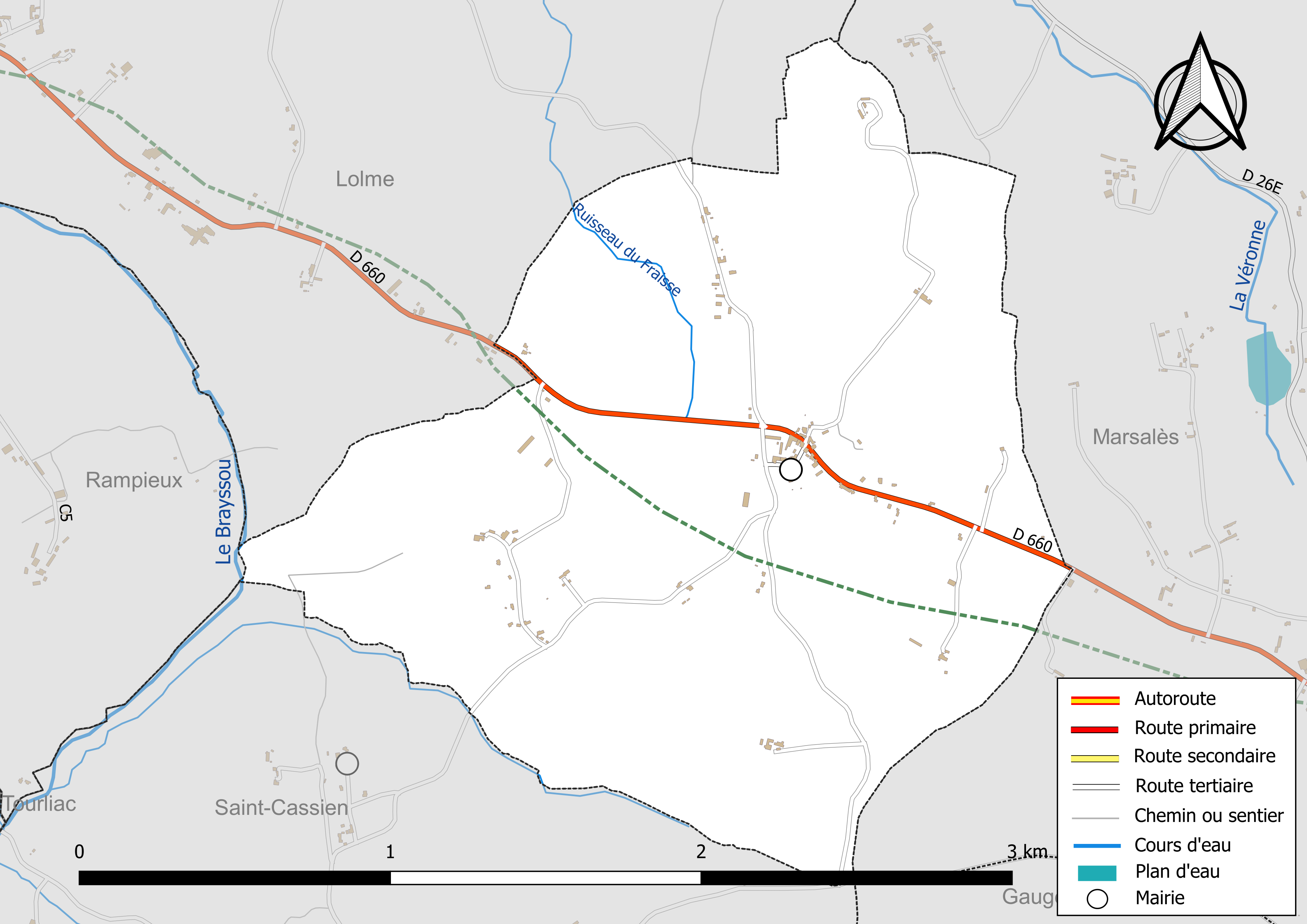
Réseaux hydrographique et routier de Lavalade[Note 3].
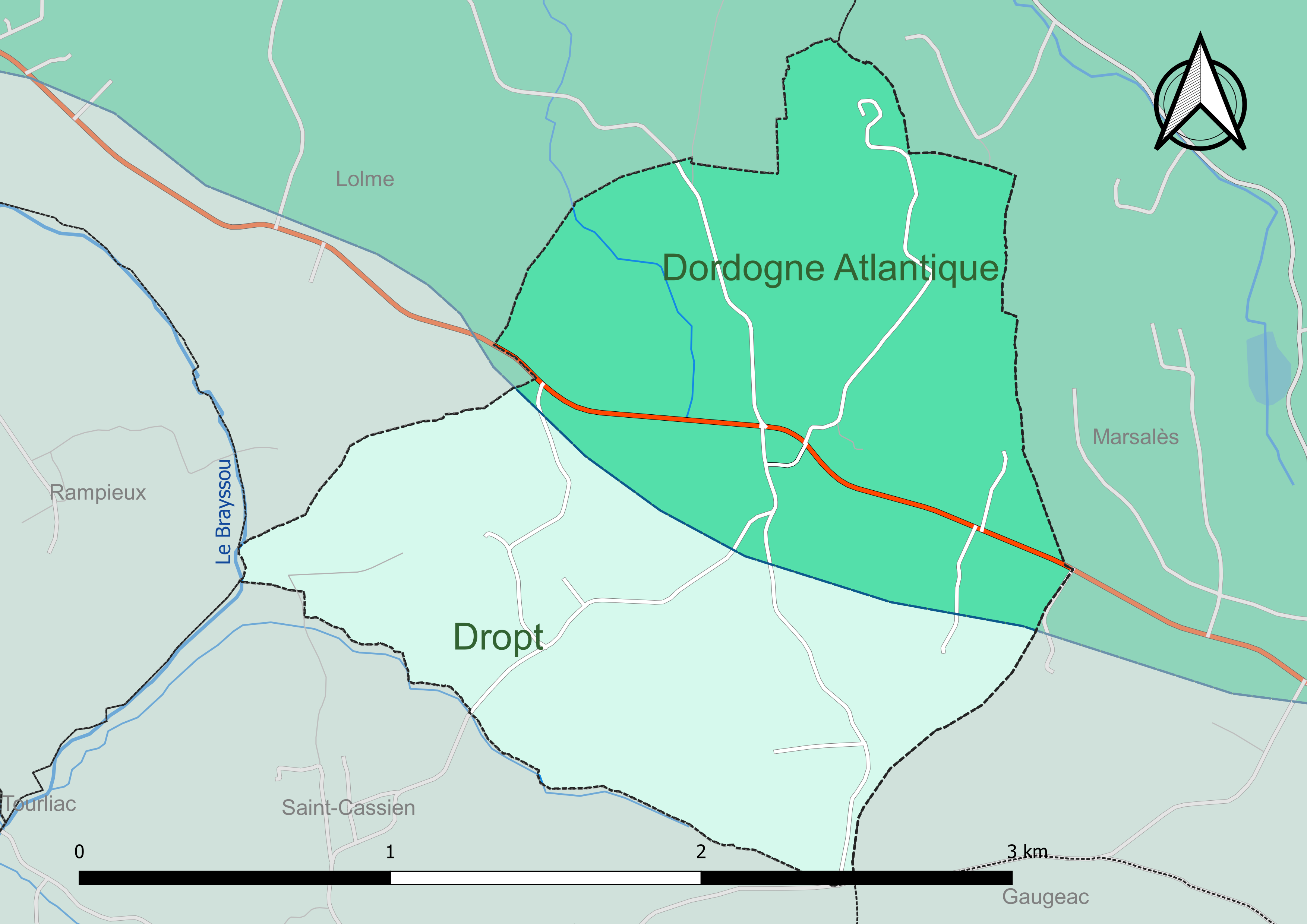
Carte des schémas d'aménagement et de gestion des eaux (SAGE) couvrant le territoire communal de Lavalade.

#### Gestion et qualité des eaux
Le territoire communal est couvert par les schémas d'aménagement et de gestion des eaux (SAGE) « Dordogne Atlantique » et « Dropt ». Le SAGE « Dordogne Atlantique », dont le territoire correspond au sous‐bassin le plus aval du bassin versant de la Dordogne (aval de la confluence Dordogne - Vézère)., d'une superficie de 2 700 km2 est en cours d'élaboration. La structure porteuse de l'élaboration et de la mise en œuvre est l'établissement public territorial de bassin de la Dordogne (EPIDOR). Le SAGE « Dropt », dont le territoire correspond au bassin versant du Dropt, d'une superficie de 1 522 km2, a été approuvé le 13 janvier 2022. La structure porteuse de l'élaboration et de la mise en œuvre est le syndicat mixte EPIDROPT. Ils définissent chacun sur leur territoire les objectifs généraux d’utilisation, de mise en valeur et de protection quantitative et qualitative des ressources en eau superficielle et souterraine, en respect des objectifs de qualité définis dans le troisième SDAGE  du Bassin Adour-Garonne qui couvre la période 2022-2027, approuvé le 10 mars 2022.
La partie nord du territoire communal (environ 55 %) correspond au bassin versant de la Véronne, affluent de la Couze et dépend du SAGE Dordogne Atlantique. Au sud, le reste, qui correspondant au bassin versant du Brayssou, est rattaché au SAGE Dropt.
La qualité des eaux de baignade et des cours d’eau peut être consultée sur un site dédié géré par les agences de l’eau et l’Agence française pour la biodiversité.

### Climat
Pour des articles plus généraux, voir Climat de la Nouvelle-Aquitaine et Climat de la Dordogne.
Historiquement, la commune est exposée à un climat océanique aquitain.  
En 2020, Météo-France publie une typologie des climats de la France métropolitaine dans laquelle la commune est exposée à un climat océanique altéré et est dans la région climatique  Aquitaine, Gascogne, caractérisée par une pluviométrie abondante au printemps, modérée en automne, un faible ensoleillement au printemps, un été chaud (19,5 °C), des vents faibles, des brouillards fréquents en automne et en hiver et des orages fréquents en été (15 à 20 jours).
Pour la période 1971-2000, la température annuelle moyenne est de 12,3 °C, avec  une amplitude thermique annuelle de 15,6 °C. Le cumul annuel moyen de précipitations est de 901 mm, avec 11,7 jours de précipitations en janvier et 7,1 jours en juillet. Pour la période 1991-2020, la température moyenne annuelle observée sur la station météorologique la plus proche, située sur la commune de Lacapelle-Biron à 11 km à vol d'oiseau, est de 13,6 °C et le cumul annuel moyen de précipitations est de 833,3 mm,. Pour l'avenir, les paramètres climatiques de la commune estimés pour 2050 selon différents scénarios d’émission de gaz à effet de serre sont consultables sur un site dédié publié par Météo-France en novembre 2022.

## Urbanisme

### Typologie
Au 1er janvier 2024, Lavalade est catégorisée commune rurale à habitat dispersé, selon la nouvelle grille communale de densité à 7 niveaux définie par l'Insee en 2022.
Elle est située hors unité urbaine et hors attraction des villes,.

### Occupation des sols
L'occupation des sols de la commune, telle qu'elle ressort de la base de données européenne d’occupation biophysique des sols Corine Land Cover (CLC), est marquée par l'importance des territoires agricoles (87 % en 2018), en augmentation par rapport à 1990 (75,7 %). La répartition détaillée en 2018 est la suivante : 
zones agricoles hétérogènes (59,3 %), prairies (27,7 %), forêts (13 %). L'évolution de l’occupation des sols de la commune et de ses infrastructures peut être observée sur les différentes représentations cartographiques du territoire : la carte de Cassini (XVIIIe siècle), la carte d'état-major (1820-1866) et les cartes ou photos aériennes de l'IGN pour la période actuelle (1950 à aujourd'hui).

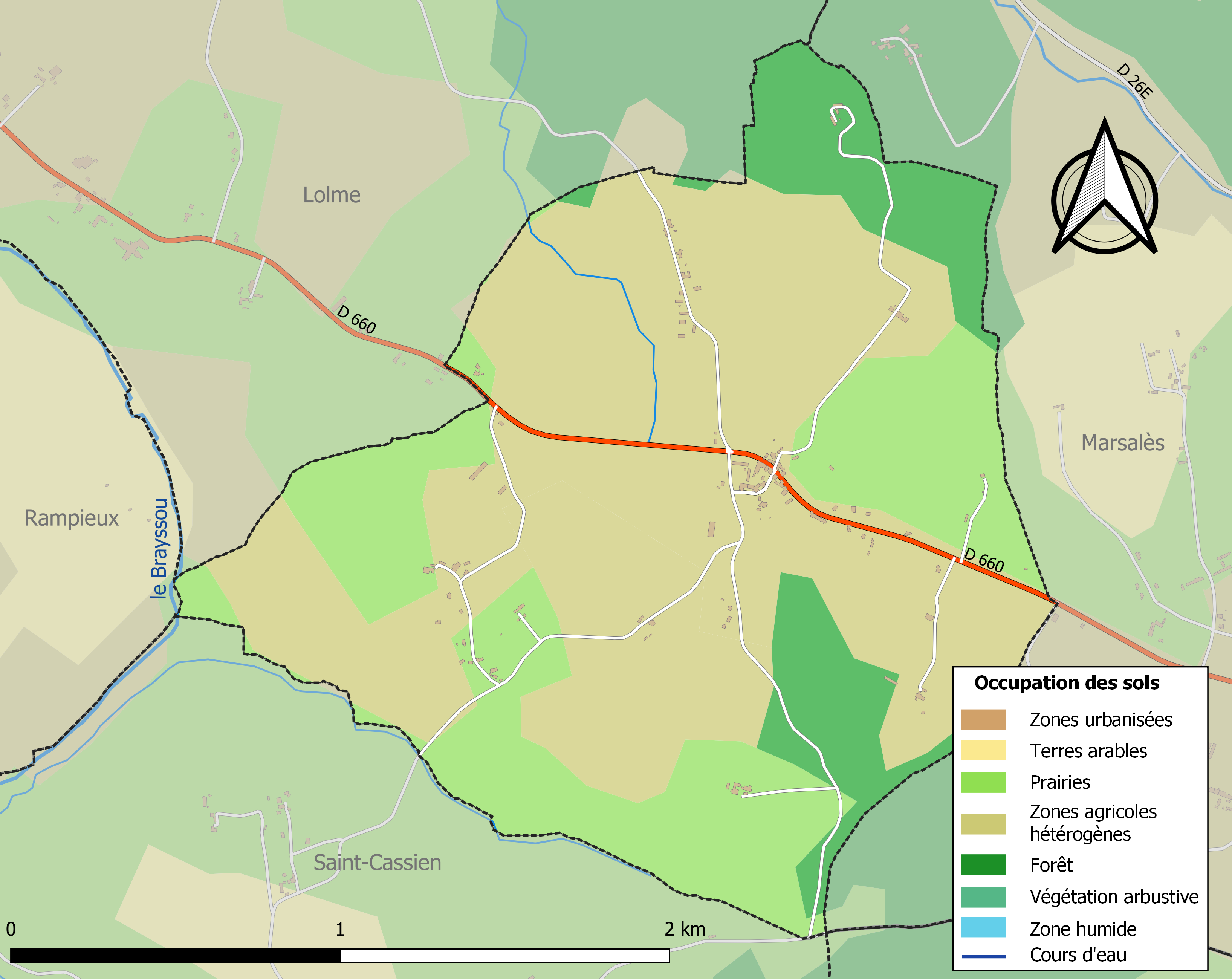
Carte des infrastructures et de l'occupation des sols de la commune en 2018 (CLC).

### Prévention des risques
Le territoire de la commune de Lavalade est vulnérable à différents aléas naturels : météorologiques (tempête, orage, neige, grand froid, canicule ou sécheresse), feux de forêts, mouvements de terrains et séisme (sismicité très faible). Un site publié par le BRGM permet d'évaluer simplement et rapidement les risques d'un bien localisé soit par son adresse soit par le numéro de sa parcelle.
Lavalade est exposée au risque de feu de forêt. L’arrêté préfectoral du 14 mars 2013 fixe les conditions de pratique des incinérations et de brûlage dans un objectif de réduire le risque de départs d’incendie. À ce titre, des périodes sont déterminées : interdiction totale du 15 février au 15 mai et du 15 juin au 15 octobre, utilisation réglementée du 16 mai au 14 juin et du 16 octobre au 14 février. En septembre 2020, un plan inter-départemental de protection des forêts contre les incendies (PidPFCI) a été adopté pour la période 2019-2029,.

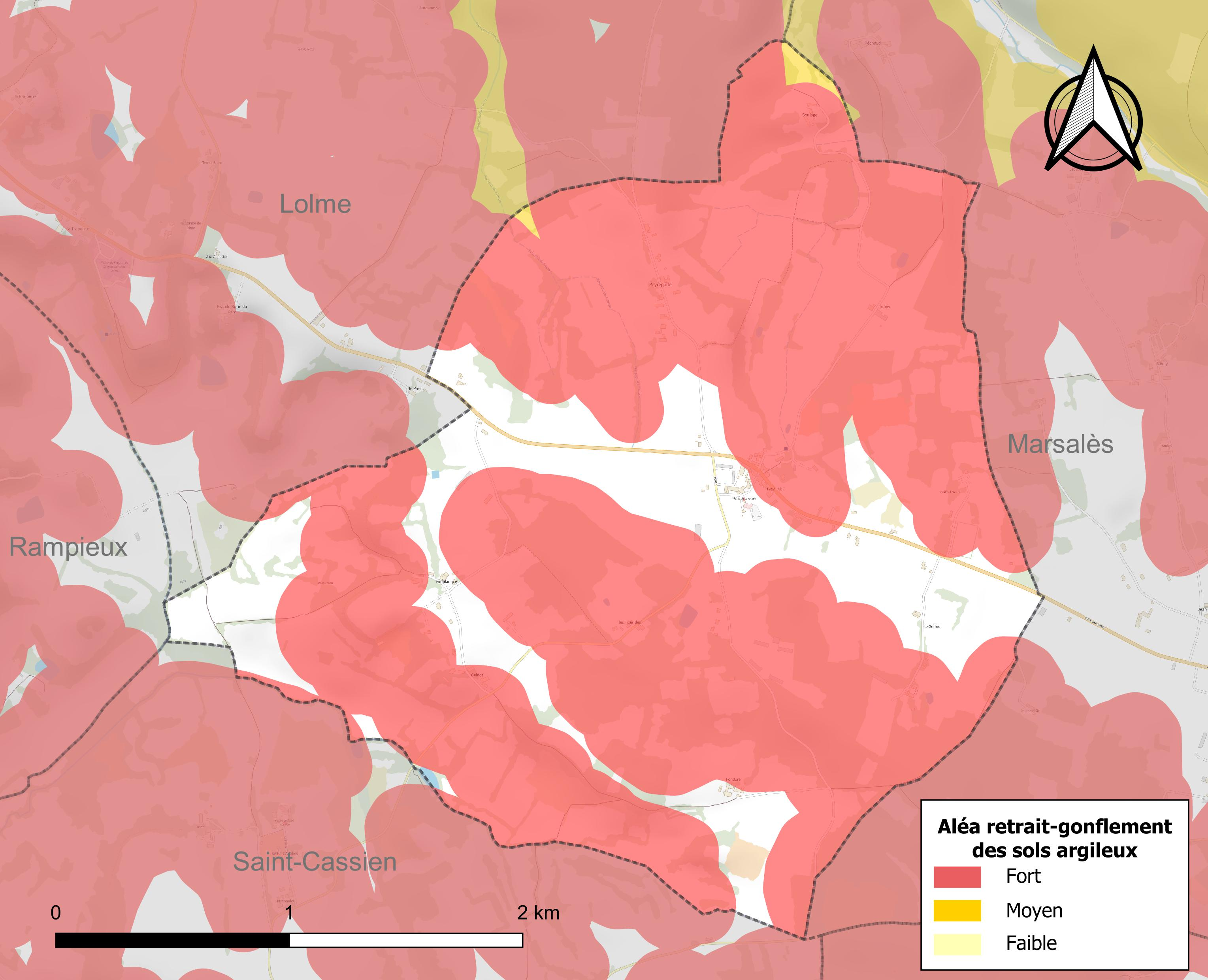
Carte des zones d'aléa retrait-gonflement des sols argileux de Lavalade.

Les mouvements de terrains susceptibles de se produire sur la commune sont des tassements différentiels. Le retrait-gonflement des sols argileux est susceptible d'engendrer des dommages importants aux bâtiments en cas d’alternance de périodes de sécheresse et de pluie. 78,8 % de la superficie communale est en aléa moyen ou fort (58,6 % au niveau départemental et 48,5 % au niveau national métropolitain). Depuis le 1er octobre 2020, en application de la loi ÉLAN, différentes contraintes s'imposent aux vendeurs, maîtres d'ouvrages ou constructeurs de biens situés dans une zone classée en aléa moyen ou fort,.
La commune a été reconnue en état de catastrophe naturelle au titre des dommages causés par les inondations et coulées de boue survenues en 1982 et 1999, par la sécheresse en 2009 et par des mouvements de terrain en 1999.

## Toponymie
En occitan, la commune porte le nom de La Valada.

## Histoire
En 1801, la commune portait le nom de La Valade.

## Politique et administration

### Administration municipale
La population de la commune étant inférieure à 100 habitants au recensement de 2017, sept conseillers municipaux ont été élus en 2020,.

### Liste des maires

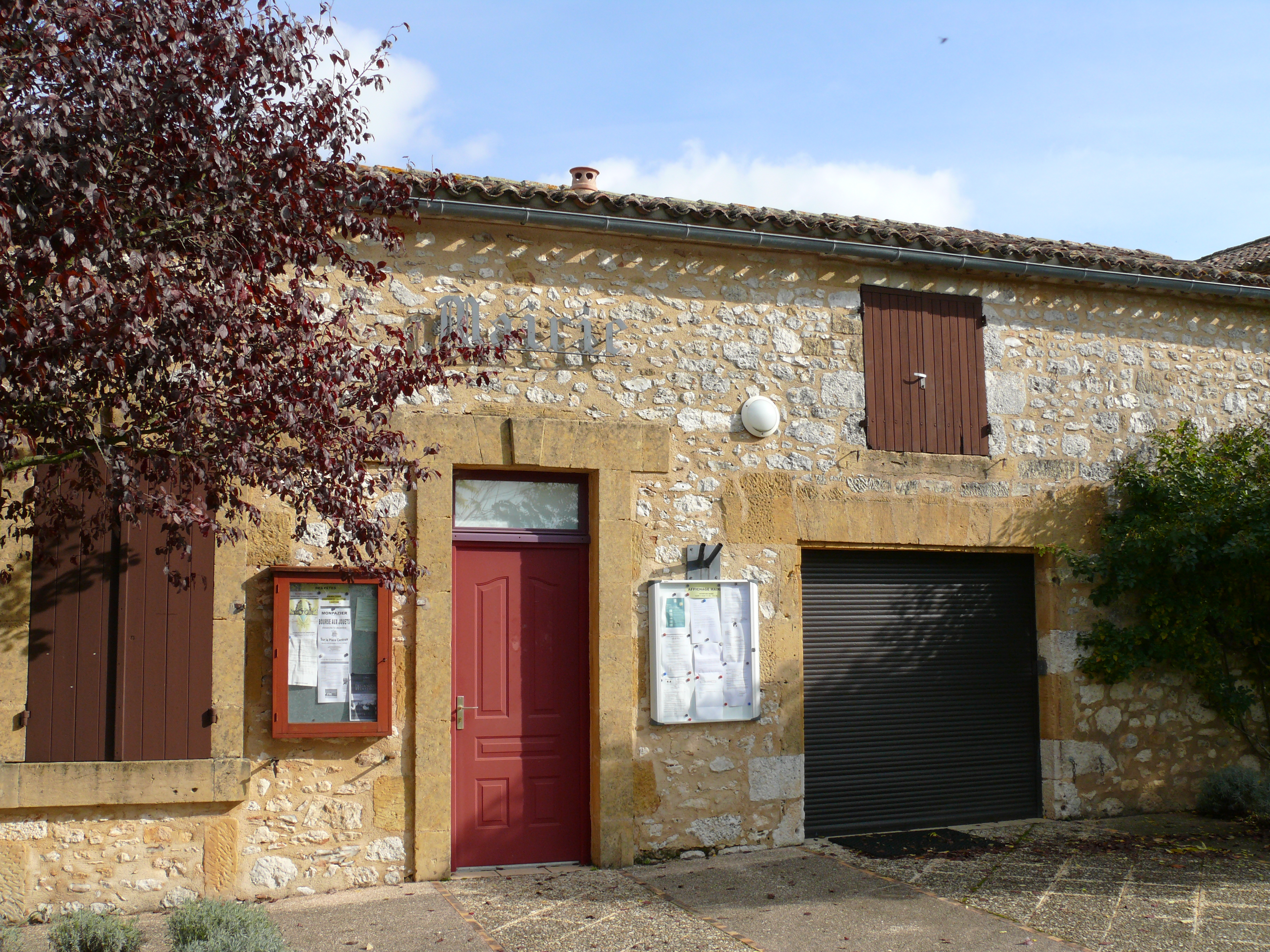
La mairie de Lavalade, à côté de l'église.

| Période                                  | Période   | Identité         | Étiquette | Qualité |
| ---------------------------------------- | --------- | ---------------- | --------- | ------- |
| Les données manquantes sont à compléter. |           |                  |           |         |
|                                          |           |                  |           |         |
| 1808                                     |           | Étienne Malaurie |           |         |
| 1831                                     |           | Pierre Malaurie  |           |         |
| 1836                                     |           | Étienne Caminade |           |         |
| 1851                                     |           | Bournazel        |           |         |
| 1853                                     |           | Dubreil          |           |         |
| 1871                                     |           | Dubreuil         |           |         |
| 1872                                     |           | Bournazel        |           |         |
| 1874                                     |           | Caphite          |           |         |
| 1880                                     |           | Caminade         |           |         |
| 1881                                     |           | Guillaume Dubrel |           |         |
|                                          |           |                  |           |         |
| avant 1988                               | ?         | Raoul Souffron   |           |         |
|                                          |           |                  |           |         |
| 1995                                     | mars 2014 | Bernard Auroux   | SE        |         |
| mars 2014 (réélu en mai 2020)            | En cours  | Thierry Testut   |           |         |

## Équipements et services publics

### Justice
Dans le domaine judiciaire, Lavalade relève : 
- du tribunal judiciaire, du tribunal pour enfants, du conseil de prud'hommes et du tribunal de commerce de Bergerac ;
- du pôle Nationalité du tribunal judiciaire de Périgueux (compétent uniquement dans le domaine de la nationalité) ;
- de la cour d'appel, du tribunal administratif et de la  cour administrative d'appel de Bordeaux.

## Population et société

### Démographie
Les habitants de Lavalade se nomment les Lavaladois.
L'évolution du nombre d'habitants est connue à travers les recensements de la population effectués dans la commune depuis 1793. Pour les communes de moins de 10 000 habitants, une enquête de recensement portant sur toute la population est réalisée tous les cinq ans, les populations de référence des années intermédiaires étant quant à elles estimées par interpolation ou extrapolation. Pour la commune, le premier recensement exhaustif entrant dans le cadre du nouveau dispositif a été réalisé en 2005.

En 2022, la commune comptait 105 habitants, en évolution de +25 % par rapport à 2016 (Dordogne : +0,37 %, France hors Mayotte : +2,11 %).
| 1793 | 1800 | 1806 | 1821 | 1831 | 1836 | 1841 | 1846 | 1851 |
| ---- | ---- | ---- | ---- | ---- | ---- | ---- | ---- | ---- |
| 175  | 233  | 318  | 213  | 191  | 197  | 229  | 240  | 225  |

| 1856 | 1861 | 1866 | 1872 | 1876 | 1881 | 1886 | 1891 | 1896 |
| ---- | ---- | ---- | ---- | ---- | ---- | ---- | ---- | ---- |
| 188  | 186  | 177  | 174  | 176  | 165  | 164  | 158  | 146  |

| 1901 | 1906 | 1911 | 1921 | 1926 | 1931 | 1936 | 1946 | 1954 |
| ---- | ---- | ---- | ---- | ---- | ---- | ---- | ---- | ---- |
| 146  | 151  | 144  | 109  | 108  | 100  | 98   | 80   | 86   |

| 1962 | 1968 | 1975 | 1982 | 1990 | 1999 | 2005 | 2006 | 2010 |
| ---- | ---- | ---- | ---- | ---- | ---- | ---- | ---- | ---- |
| 77   | 81   | 77   | 55   | 63   | 80   | 97   | 101  | 106  |

| 2015 | 2020 | 2022 | - | - | - | - | - | - |
| ---- | ---- | ---- | - | - | - | - | - | - |
| 87   | 100  | 105  | - | - | - | - | - | - |

### Animations sportives
Chaque année, le comité des fêtes met en place une randonnée pédestre et équestre, ainsi qu'une randonnée VTT.

## Économie

### Appellation d'origine contrôlée (AOC) sur le territoire
Lavalade se trouve dans la zone d'appellation d'origine contrôlée (AOC) pour les noix du Périgord.

### Emploi
En 2015, parmi la population communale comprise entre 15 et 64 ans, les actifs représentent quarante personnes, soit 46,0 % de la population municipale. Le nombre de chômeurs (quatre) est resté stable par rapport à 2010 et le taux de chômage de cette population active s'établit à 10,0 %.

### Établissements
Au 31 décembre 2015, la commune compte treize établissements, dont sept au niveau des commerces, transports ou services, deux dans la construction, deux relatifs au secteur administratif, à l'enseignement, à la santé ou à l'action sociale, un dans l'industrie, et un dans l'agriculture, la sylviculture ou la pêche.

## Culture locale et patrimoine

### Lieux et monuments
- Église Saint-Martin[54] : l'église est placée sous le patronage de la « translation des reliques de saint Martin ». Il y a peu d'écrits la concernant. Au cours de son histoire, l'église a subi de nombreuses modifications qui ne peuvent être datées avec précision.
 Elle aurait été construite en deux fois. Son plan comporte une nef unique se terminant par une abside hémicirculaire[55]. Elle est précédée d'une tour servant de clocher-porche ajoutée au XIXe siècle.
Dans sa travée centrale subsistent des murs romans avec des colonnes surmontées de chapiteaux sculptés portant deux doubleaux. Les chapiteaux de la première arcade sont décorés de feuillages avec des volutes aux angles. Les chapiteaux supportant la deuxième arcade sont historiés : côté nord, représentation du péché originel, côté sud, deux lions opposés[56].
Des chapelles ont été ajoutées au nord et au sud de cette travée. De part et d'autre de la travée centrale romane, les travées ont été reconstruites à une date inconnue, peut-être sur d'anciennes fondations.
- La commune compte un cromlech.

### Personnalités liées à la commune
Le docteur Laville, qui a créé le premier hôpital en Chine à Tien-Sing, faisait partie des habitants de Lavalade en 1900.

## Pour approfondir